# 馬赫達利尼夫卡 (卡霍夫卡區)
46°29′38″N 33°27′38″E / 46.49389°N 33.46056°E
馬赫達利尼夫卡（烏克蘭語：Магдали́нівка）是位於烏克蘭南部的村莊，由赫爾松州卡霍夫卡區的恰普林卡市鎮負責管轄。該村始建於1918年，面積60平方公里，海拔高度35米，2001年人口858，人口密度每平方公里14.3人。